# A Faithless Friend
A Faithless Friend è un cortometraggio muto del 1908 diretto da Lewin Fitzhamon.

## Trama
Un usurpatore si pente dopo aver sognato che i ritratti dei suoi antenati e uno scheletro riprendevano vita.

## Produzione
Il film fu prodotto dalla Hepworth.

## Distribuzione
Distribuito dalla Hepworth, il film - un cortometraggio di 152,4 metri - uscì nelle sale cinematografiche britanniche nel gennaio 1908.
Nello stesso anno, la Williams, Brown and Earle lo presentò anche negli Stati Uniti.
Si conoscono pochi dati del film che, prodotto dalla Hepworth, fu distrutto nel 1924 dallo stesso produttore, Cecil M. Hepworth. Fallito, in gravissime difficoltà finanziarie, il produttore pensò in questo modo di poter almeno recuperare il nitrato d'argento della pellicola.